# Amt Bredstedt-Land

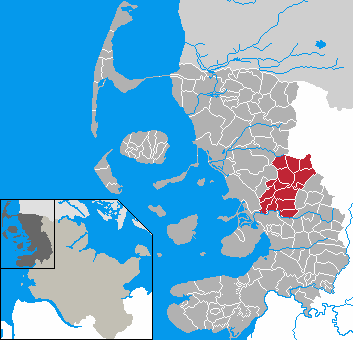
Lage des ehem. Amtes Bredstedt-Land im Kreis Nordfriesland

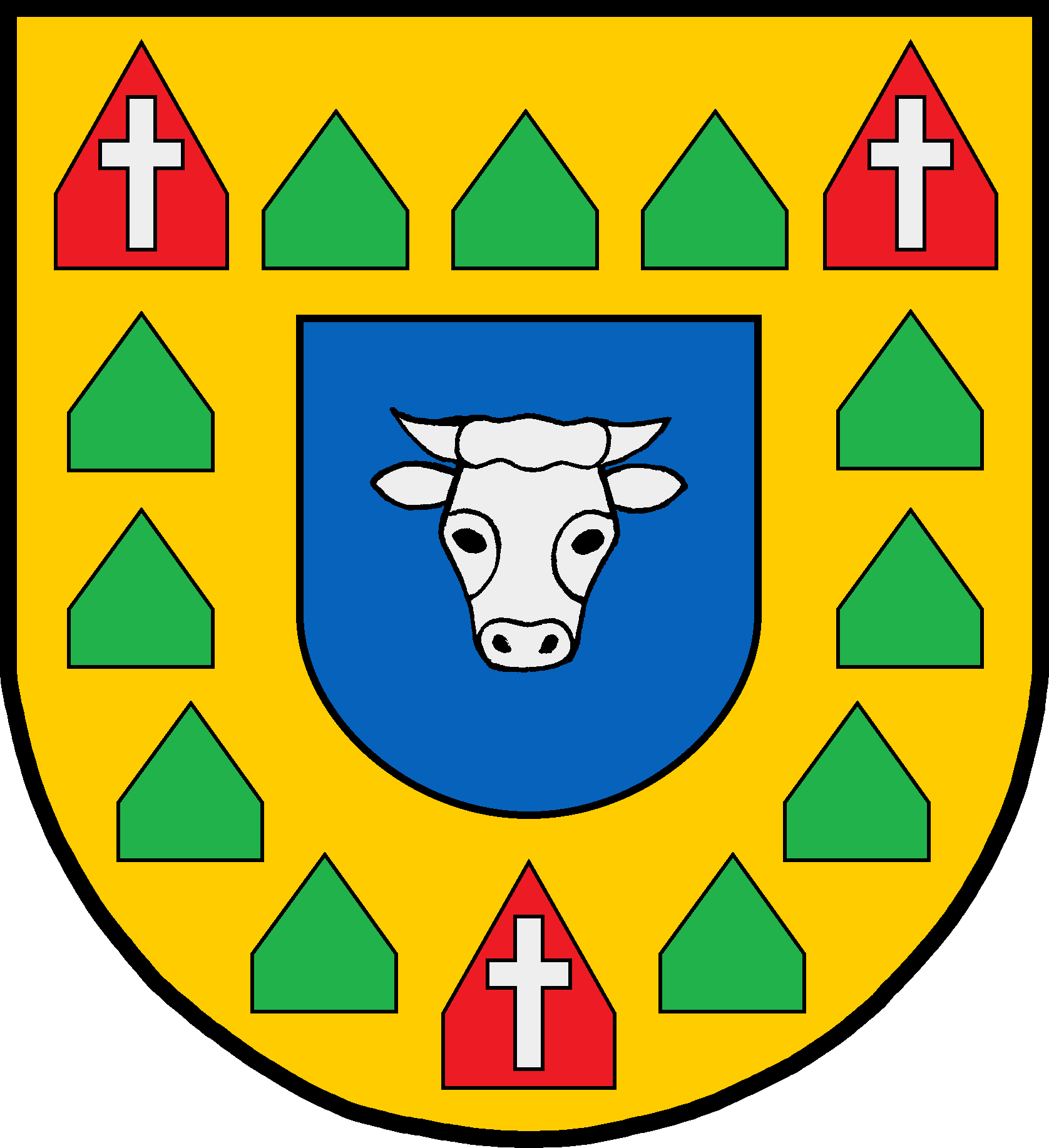
Wappen des ehem. Amtes Bredstedt-Land

Das Amt Bredstedt-Land war ein Amt im Kreis Nordfriesland in Schleswig-Holstein. Der Verwaltungssitz befand sich in Breklum.
Das Amt hatte eine Fläche von 145 km² und zuletzt gut 9000 Einwohner in den Gemeinden
1. Ahrenshöft
2. Almdorf
3. Bohmstedt
4. Breklum
5. Drelsdorf
6. Goldebek
7. Goldelund
8. Högel
9. Joldelund
10. Kolkerheide
11. Lütjenholm
12. Sönnebüll
13. Struckum
14. Vollstedt

## Geschichte
Im Zuge der schleswig-holsteinischen Ämterreform wurden am 1. April 1970 die damaligen Ämter Bohmstedt, Breklum und Joldelund zum Amt Bredstedt-Land vereint. Das Amt ist mit Wirkung zum 1. April 2008 im Amt Mittleres Nordfriesland aufgegangen.

## Wappen
Blasonierung: „In Gold, von vierzehn Haussilhouetten - elf grünen und im rechten und linken Obereck sowie im Schildfuß von je einer größeren roten Haussilhouette, belegt mit einem weißen Kreuz - bordiert, ein blauer Schild mit silbernem Ochsenkopf.“